# Ökologisches Gleichgewicht
Ein Ökosystem befindet sich im ökologischen Gleichgewicht, wenn sich sein Zustand ohne von außen einwirkende Störungen nicht verändert. Der Begriff des ökologischen Gleichgewichts ist als Fachterminus problematisch geworden und wird heute nicht mehr in der Bedeutung verwendet, die ihm bei seiner Definition und Einführung zukam. Meist wird der Begriff heute außerhalb der Wissenschaft und fast immer mit wertendem Beiklang gebraucht.

## Systemtheoretische Beschreibung des Gleichgewichts
Systemtheoretisch lässt sich ein ökologisches Gleichgewicht so beschreiben: Alle möglichen Zustände, die das Ökosystem einnehmen kann, kann man sich durch einen Phasenraum repräsentiert vorstellen. Die Dimensionen dieses Raums bilden die einzelnen Parameter, die zur Beschreibung des Systems erforderlich sind. Jeder Zustand, den das System überhaupt einnehmen kann, kann also durch einen Punkt in diesem Zustandsraum repräsentiert werden. Da der Raum so viele Dimensionen hat, wie zu seiner vollständigen Beschreibung erforderlich sind, besitzt er sehr viele Dimensionen und ist deshalb nicht mehr anschaulich darstellbar. Eine Veränderung des Zustands (z. B. Zu- oder Abnahme einer Art) bildet eine Bahn im Phasenraum (eine Trajektorie), die vom ursprünglichen Zustand über die Zwischenstadien zum neuen Endzustand führt. Im Gleichgewicht ist das so beschriebene System dann, wenn es einen Punkt des Zustandsraumes nicht verlässt. Um einen Gleichgewichtszustand herum schwanken würde es, wenn die gegenwärtige Phase eines regelmäßigen bzw. längerfristigen Entwicklungskreislaufs gut ausgebildet ist (periodischer Orbit). In der entsprechenden mathematischen Terminologie bezeichnet „ökologisches Gleichgewicht“ dann eine unter ungestörter Systemdynamik (d. h. ohne zusätzliche Einwirkungen von außen) „positiv invariante“ kompakte Teilmenge des Zustandsraumes eines Ökosystems. Bezogen nicht auf das System selbst, sondern auf die konstituierenden Individuen, ist es ein Fließgleichgewicht, da es nur durch ständigen Durchfluss von Energie und Stoffen seinen stabilen Zustand beibehält.
Bei der mathematischen Beschreibung möglicher Gleichgewichtspunkte können diese stabil oder instabil sein. Ein instabiler Gleichgewichtspunkt ist zwar für sich betrachtet konstant, geht aber bei der geringsten Störung in einen anderen über (in einer graphischen Darstellung würde es auf der Spitze eines „Potenzialbergs“ balancieren). Mit „ökologischem Gleichgewicht“ sind in der Regel nur stabile Gleichgewichtspunkte gemeint (sie entsprächen einer „Potenzialmulde“).

## Systemtheoretische Erläuterungen
Untersuchungsansätze zum Gleichgewicht stammen aus zwei zueinander komplementären Quellen:
- empirische Untersuchungen von Populationen und Ökosystemen mit Beobachtung der zeitlichen Dynamik.
  - Betrachtet man die Populationsgröße untersuchter Arten, kann man (selten) mehr oder weniger unveränderte Verhältnisse über einen längeren Zeitraum feststellen. Häufiger weisen die Populationen mehr oder weniger ausgedehnte Schwankungen auf, die nach langer Beobachtungsperiode einen Mittelwert erkennen lassen können, um den herum die Schwankung erfolgt. In manchen Fällen zeigt die Populationsgröße nicht nur zufällige, sondern zyklische Schwankungen, d. h., sie durchläuft mit einer gewissen Periodenlänge immer wieder dieselben Zustände. In anderen Fällen kann sich die Populationsgröße allerdings langfristig verschieben, sie kann dabei auf Null fallen, d. h., die Population stirbt (lokal) aus. Im Falle dauerhafter Veränderungen unterscheidet sich das betrachtete System am Ende der Beobachtungsperiode deutlich von demjenigen am Anfang. Ist dies nicht der Fall, ist es zeitlich stabil.
  - Empirische Arbeiten zum ökologischen Gleichgewicht können sich auch auf funktionale Ökosystemparameter stützen. So kann die zeitliche Konstanz der von einem Ökosystem aufgebauten Biomasse, dessen Netto-Primärproduktion oder dessen biologisch regulierter Energieumsatz ein Hinweis auf das Vorliegen eines Gleichgewichtszustandes geben. Wird der Schwerpunkt der Systembeschreibung auf Phänomene des Stoff- und Energiehaushalts gelegt, kann in diesen Fällen sogar von einem ökologischen Gleichgewicht gesprochen werden, falls die einzelnen Populationen nicht konstant bleiben.

- mathematische Modelle von Systemen mit mehreren Arten.
  - Zum besseren Verständnis der verwickelten natürlichen Zusammenhänge bemüht sich die theoretische Ökologie, das Verhalten des Systems in mathematischen Modellen abzubilden. Eingangsgröße der Modelle sind Populationsmodelle der beteiligten Arten mit Faktoren wie Wachstumsrate, Sterblichkeit, Tragfähigkeit des Lebensraums (wie viele Individuen könnten dort maximal leben?). Wirken die Arten aufeinander ein, z. B. durch Räuber-Beute-Beziehungen oder Konkurrenz, sind die Schwankungen der verschiedenen Arten miteinander gekoppelt. Das Verhalten des Modells ist ausschließlich von den Werten der jeweiligen Faktoren (den Eingangswerten) abhängig. Modelle können äußerst simpel mit nur wenigen Faktoren, oder ausgefeilt mit zahlreichen berücksichtigten Größen sein. Weiterhin ist es möglich, zufällige Umweltschwankungen durch die Einführung von Zufallsvariablen zu simulieren. Viele Modelle beruhen auf Systemen von Differentialgleichungen, die auf der logistischen Gleichung aufbauen, nach den Erfindern sog. Lotka-Volterra-Modelle.
  - Gelingt es, die empirisch beobachteten Zustände eines Ökosystems durch ein Modell zu simulieren, ist man dem Verständnis der Zusammenhänge näher gekommen. Gelingt dies nicht (obwohl genügend Daten vorliegen), zeigt sich ein Mangel in den wissenschaftlichen Modellvorstellungen über das System. Dabei ist es für eine bessere Erkenntnis erstrebenswert, die verwendeten Modelle so einfach wie nur möglich zu machen.

Versucht man nun, einfache Modelle miteinander interagierender Arten zu konstruieren, die die natürlichen Verhältnisse abbilden sollen, um das Problem der Stabilität zu lösen, beobachtet man folgendes:
- sehr einfache Modelle zeigen konstante Populationsgrößen, die sich aus den Anfangsparametern ergeben. Wählt man andere Anfangsbedingungen, ergibt sich ein anderer, ebenfalls stabiler Zustand. Dies nennt man „neutral stabile“ Modelle. Ein entsprechendes Verhalten natürlicher Ökosysteme wird nicht beobachtet. Es handelt sich offensichtlich nicht um realistische Abbildungen der Wirklichkeit
- etwas realistischere Modelle zeigen stark schwankende Populationsgrößen. Schließlich kreuzt eine der Linien die Nulllinie, d. h., die Art stirbt aus. Durch Aussterben aller Arten bricht das System schließlich zusammen. Obwohl im Prinzip erst einmal nichts dagegen spricht, dass sich natürliche Systeme so verhalten, zeigt die schiere Tatsache, dass die Biosphäre immer noch existiert, dass dies offensichtlich noch kein ausreichender Erklärungsansatz sein kann.
- durch weitere Anpassung erhält man Modelle, bei denen in gewissen Parameterbereichen mehrere Arten miteinander koexistieren können. Dabei zeigt sich: Innerhalb des Wertebereichs, der eine Koexistenz ermöglicht, streben die Populationsgrößen einer bestimmten Wertekombination, d. h. einer bestimmten Populationsgröße zu. In anderen Fällen wird nicht ein einzelner Wert erreicht, sondern die Werte schwanken dauerhaft um einen mittleren Wert. Außerhalb des stabilen Parameterbereichs (d. h., wenn eine der Arten zu häufig oder zu selten wird) werden die Schwankungen zufällig, was unweigerlich zum Systemzusammenbruch führt (siehe oben)[3]. Innerhalb des „stabilen“ Wertebereichs streben alle ursprünglichen Wertekombinationen, unabhängig von ihren Ausgangswerten, also einem Wert zu. Im Phasendiagramm entspricht dieser Wert einem bestimmten Punkt (bzw. für eine zyklische Oszillation: einem Kreis). Mathematiker nennen einen solchen Punkt einen Attraktor des Systems.
- In noch komplexeren Systemen kann man beobachten, dass es für unterschiedliche Bereiche des Zustandsraums unterschiedliche Attraktoren geben kann. Dies bedeutet: Bei bestimmten Ausgangsbedingungen erreicht das System eine konstante Wertekombination und verändert sich anschließend nicht mehr. Bei anderen Ausgangsbedingungen strebt dasselbe System einer anderen Wertekombination zu. Für natürliche Systeme würde dies bedeuten: Es gibt für dieselben Arten mit denselben einwirkenden Umweltfaktoren mehrere „stabile“ Zustände.
- Wenn Modelle mit mehreren Attraktoren die Wirklichkeit zutreffend abbilden, bedeutet dies: Ein System kann in einem konstanten Zustand beobachtet werden, dem es bei Abweichungen erneut zustreben wird. Da in der Wirklichkeit die Umweltfaktoren niemals völlig stabil sein werden, würden reale Systeme immer mehr oder weniger stark um diesen Gleichgewichtszustand (der einem Attraktor entspricht) schwanken. Außerdem würden Systeme bei Störungen diesem Zustand erneut zustreben. Diese Eigenschaft wird in natürlichen Systemen als Resilienz (s. u.) bezeichnet. Aber: Werden die Schwankungen bzw. Störungen zu groß, gerät das System in den Einflussbereich eines anderen Attraktors.[4] Man würde nun eine gerichtete Veränderung auf einen neuen Gleichgewichtszustand hin beobachten. Durch starke Störungen kann das System den stabilen Wertebereich überhaupt verpassen, d. h. zusammenbrechen.

Beobachtungen an natürlichen Ökosystemen haben zahlreiche Indizien dafür geliefert, dass die hier genannten Modellvorstellungen möglicherweise auf natürliche Systeme anwendbar sind. Insbesondere wurden Systeme mit multiplen Gleichgewichten auch in der Natur schon direkt nachgewiesen. Es handelt sich um ein aktives Feld der ökologischen Forschung, zu dem laufend weitere Arbeiten veröffentlicht werden.
Was man also als ökologisches Gleichgewicht bezeichnet, ist dadurch charakterisiert, dass die Entwicklung des Systems von sich aus nicht aus einem Fixpunkt oder einem Orbit herausführt. In diesen Fällen wird die durchschrittene Punktmenge des Zustandsraumes als invariant bezeichnet.

## Stabilität, Zyklizität, Elastizität, Resilienz
Im Zusammenhang mit der Diskussion zu Gleichgewichten bzw. Stabilität von Ökosystemen sind mehrere Begriffe zu unterscheiden, die jedoch in der Literatur teilweise unterschiedlich gebraucht werden. Die folgende Gliederung richtet sich nach Heinz Ellenberg mit vegetationskundlichem Schwerpunkt:
- Stabilität spricht man einem Ökosystem zu, dessen Artengefüge bei Störungen von außen im Wesentlichen unverändert bleibt.
- Zyklizität bewirkt, dass durch regelmäßigen Wechsel der Umweltbedingungen ausgelöste Schwankungen im Artengefüge vollständig und rasch durchlaufen werden.
- Elastizität besteht, wenn auch katastrophale Stresssituationen, die aber für den Standort typisch sind, kompensiert werden können.
- Resilienz ist die Fähigkeit, nach wesentlichen Artenverschiebungen (z. B. vom Wald zu krautigen Gesellschaften) durch eine Abfolge von anderen Ökosystemen (Sukzession) wieder zum ursprünglichen Artengefüge zurückzukehren.

Elastische und resiliente Systeme sind zumindest vorübergehend instabil. Es gibt nicht nur einen, sondern mehrere Gleichgewichtslagen die stabil oder labil, die natürlich oder vom Menschen verursacht sein können. Eine Wiese kann als stabiles, menschlich beeinflusstes Ökosystem verstanden werden. Wird die Mahd unterlassen oder geändert, breiten  sich Stauden aus und schließlich tritt eine Verbuschung ein. Diese Sukzession mündet schließlich in einem Wald, der ebenso stabil sein kann. Während der Zeit Sukzession ist das Ökosystem nicht im Gleichgewicht, der Stabilitätsbegriff ist nicht sinnvoll anwendbar.

## Anwendung des Begriffes „ökologischen Gleichgewicht“
Die Vorstellung von einem Gleichgewicht in der Natur kann bis in die Antike zurückverfolgt werden. Im 18. Jahrhundert findet sich die Vorstellung von einem Gleichgewicht und dem Zustreben auf eine vom Schöpfer vorgegebene Ordnung  bei Carl von Linné. Mit der Entdeckung der Evolution im 19. Jahrhundert lagen dann zwar Gegenargumente vor, doch die am Beginn des 20. Jahrhunderts aufkommenden mathematischen Modelle für Ökosysteme suggerierten ein Gleichgewichtsstreben. Einige Ökologen haben den Theorien vom Streben auf ein Gleichgewicht in der Natur aber schon damals widersprochen. Trotzdem fand die Gleichgewichtstheorie mit der so genannten Arten-Areal-Beziehung in den 1960er Jahren ihren Höhepunkt: Da die Artengemeinschaften auf ein Gleichgewicht zustrebten, kämen historischen Effekten, räumlicher Heterogenität oder Störungen in Ökosystemen kleine bis unbedeutende Rollen bei der Vorhersage von Artenzahlen auf einer bestimmten Fläche zu.
Bei der Suche nach Beweisen oder Gegenargumenten für diese Theorie wurde in der Folgezeit deutlich, dass nicht ein Gleichgewichtsstreben von Organismen die Artenvielfalt einer Fläche bestimmt, sondern verschiedene system- und artimmanente Faktoren. Aus der Gleichgewichtsdebatte entstand eine Stabilitätsdebatte. Es wurde erwartet, dass ein einfaches, artenarmes System eher schwanken würde als ein komplexeres, artenreiches System. Später kam die Produktivität zum wissenschaftlichen Disput hinzu. Dabei wurde deutlich, dass z. B. durch gute Stickstoffversorgung eines Bodens die weniger produktiven Arten in Graslandschaften verloren gehen, dies jedoch nicht zwangsläufig mit der Abnahme von Produktivität und Stabilität des biologischen Systems einhergeht. Landschaftsökologen fanden heraus, dass Ökosysteme im Regelfall einer komplexen Dynamik durch verschiedene systemimmanente Störungen unterliegen. Im Naturschutz wurde trotzdem lange Zeit an der Vorstellung von Gleichgewicht und Stabilität festgehalten, bis schließlich auch dynamische Prozesse im Prozessschutz als Naturschutzziel anerkannt wurden.
Der Begriff des „ökologischen Gleichgewichts“ gilt für Begründungen in Naturschutzfragen als veraltet. Allerdings ist die Naturschutzdiskussion nach wie vor geprägt von der Vorstellung eines ökologischen Gleichgewichtes, das durch Eingriffe des Menschen geschädigt werde. Probleme in der Verwendung des Begriffs „ökologisches Gleichgewicht“ entstehen durch mehrere Unschärfen:
- Zeitspanne und Raumbezug müssen angegeben werden. Je nach Betrachtungsmaßstab (Tage, Jahre, Jahrhunderte, geologische Epochen) ergeben sich unterschiedliche Ergebnisse für das, was als „im Gleichgewicht“ gelten kann. Meistens sind unausgesprochen Referenzzustände gemeint, die aus einem Interesse des Menschen an einem bestimmten Zustand des Ökosystems resultieren.[12] Im Naturschutz wird oft unausgesprochen das 19. Jahrhundert als Referenzzustand angesehen. Die Artenfülle dieser Zeit entstand allerdings durch starke und nahezu flächenhafte Übernutzung der Böden.[13] Allgemein kann der Natur nicht ein bestimmter, einziger Zustand als „richtig“ zugeordnet werden, da dann alle früheren „falsch“ wären. Langfristig gesehen, ist die Natur nicht statisch, sondern in Veränderung begriffen. Diese Veränderungen ermöglichten durch Evolution die Entstehung von Artenvielfalt.[13]
- Berücksichtigung des anthropogenen Einflusses: In der vom Menschen zunehmend geprägten Kulturlandschaft verschwanden zunächst einerseits von hoher natürlicher Dynamik geprägte Räume wie Flussauen, andererseits entstanden auch neue, menschlich beeinflusste dynamische Prozesse (z. B. Gehölzrodungen, Ackerbau, Grünlandwirtschaft, Tagebau), die wiederum dafür sorgten, dass die Artenvielfalt erhalten blieb und sogar anstieg. Die in Deutschland vorhandene, durch historische Landnutzung entstandene Artenvielfalt wäre nur mit dem Unterlassen menschlicher Eingriffe nicht haltbar. Die Diskussionen im Naturschutz beschäftigen sich daher mit dem Maß von Prozessschutz (nicht eingreifen) einerseits und aktiven Störungen andererseits.[10] Umstritten ist, ob und ab welchem Grad menschliche Einflüsse auf Ökosysteme als Störung anzusehen sind bzw. in welchem Verhältnis Natur und Mensch zueinander stehen.[14][10][11][15][16] Gegenstand von Natur- und Artenschutzfragen ist oft die Erhaltung eines bestimmten Zustandes: Eine bestimmte Pflanzengesellschaft oder eine Tierart soll – möglichst an derselben Stelle und in ähnlicher Anzahl – erhalten werden. Die Erhaltung eines bestimmten Entwicklungsstadiums der Vegetation mit daran angepassten Tierarten durch ständige menschliche Eingriffe auf festgelegter Fläche mit Unterdrückung der „natürlicherweise“ ablaufenden Entwicklungen kann nicht plausibel mit der Begründung der Erhaltung eines „ökologischen Gleichgewichts“ beschrieben werden.[17]
- Begriffe wie „Stabilität“ oder „Gleichgewicht“ enthalten eine normative Bedeutung,[14] die einen objektiv ermittelbaren Soll-Zustand des Ökosystems suggerieren.[12][18] Wird von einer Störung des ökologischen Gleichgewichts gesprochen, ist damit meist unausgesprochen gemeint, dass ein Eingreifen zum Wiederherstellen des Gleichgewichtes nötig sei. Die Natur wertet aber nicht. Urteile und Wertungen stammen von Menschen. Welche menschliche Betrachtungsweise vorherrscht, ist zeitabhängig.[13]